# Óscar Ustari
Óscar Alfredo Ustari (América, 3 juli 1986) is een Argentijns profvoetballer die dienstdoet als doelman. Hij verruilde Newell's Old Boys in januari 2016 voor Atlas Guadalajara. Ustari debuteerde in 2007 in het Argentijns voetbalelftal.

## Clubcarrière
Ustari begon als voetballer in de jeugdelftallen van CA Rivadavia. Op 14-jarige leeftijd vertrok hij naar CA Independiente, waarvoor de doelman in 2005 zijn profdebuut maakte in de Primera División. In 2007 vertrok Ustari naar Getafe CF waar ook Roberto Abbondanzieri, eveneens doelman van het Argentijns nationaal elftal, onder contract staat.
Op 21 juli 2012 ging hij daar weg en ging spelen voor CA Boca Juniors. Een jaar later keerde hij terug naar Spanje om te keepen bij UD Almería. In januari 2014 liet hij zijn contract ontbinden en gaat spelen bij Sunderland AFC en moest concurreren met Keiren Westwood en Jordan Pickford. Ustari speelde geen enkele wedstrijd in de Premier League; nog in 2014 tekende hij een nieuw contract in Argentinië bij Newell's Old Boys, waar hij één seizoen in actie kwam. Eind 2015 vertrok Ustari naar Atlas de Guadalajara, actief in de Liga MX.

## Interlandcarrière
Op het wereldkampioenschap voetbal onder 20 dat in juni en juli 2005 in Nederland werd gehouden, won Ustari met Argentinië de wereldtitel. Hij maakte deel uit van de Argentijnse selectie voor het wereldkampioenschap voetbal 2006. Op 22 augustus 2007 maakte de doelverdediger zijn debuut in het Argentijnse elftal in het vriendschappelijke duel tegen Noorwegen (2–1 verlies).
1 Abbondanzieri ·
2 Ayala ·
3 Sorín  ·
4 Coloccini ·
5 Cambiasso ·
6 Heinze ·
7 Saviola ·
8 Mascherano ·
9 Crespo ·
10 Riquelme ·
11 Tévez ·
12 Franco ·
13 Scaloni ·
14 Palacio ·
15 Milito ·
16 Aimar ·
17 Cufré ·
18 Rodríguez ·
19 Messi ·
20 Cruz ·
21 Burdisso ·
22 González ·
23 Ustari ·
Coach: Pékerman